# Julian Kozłowski

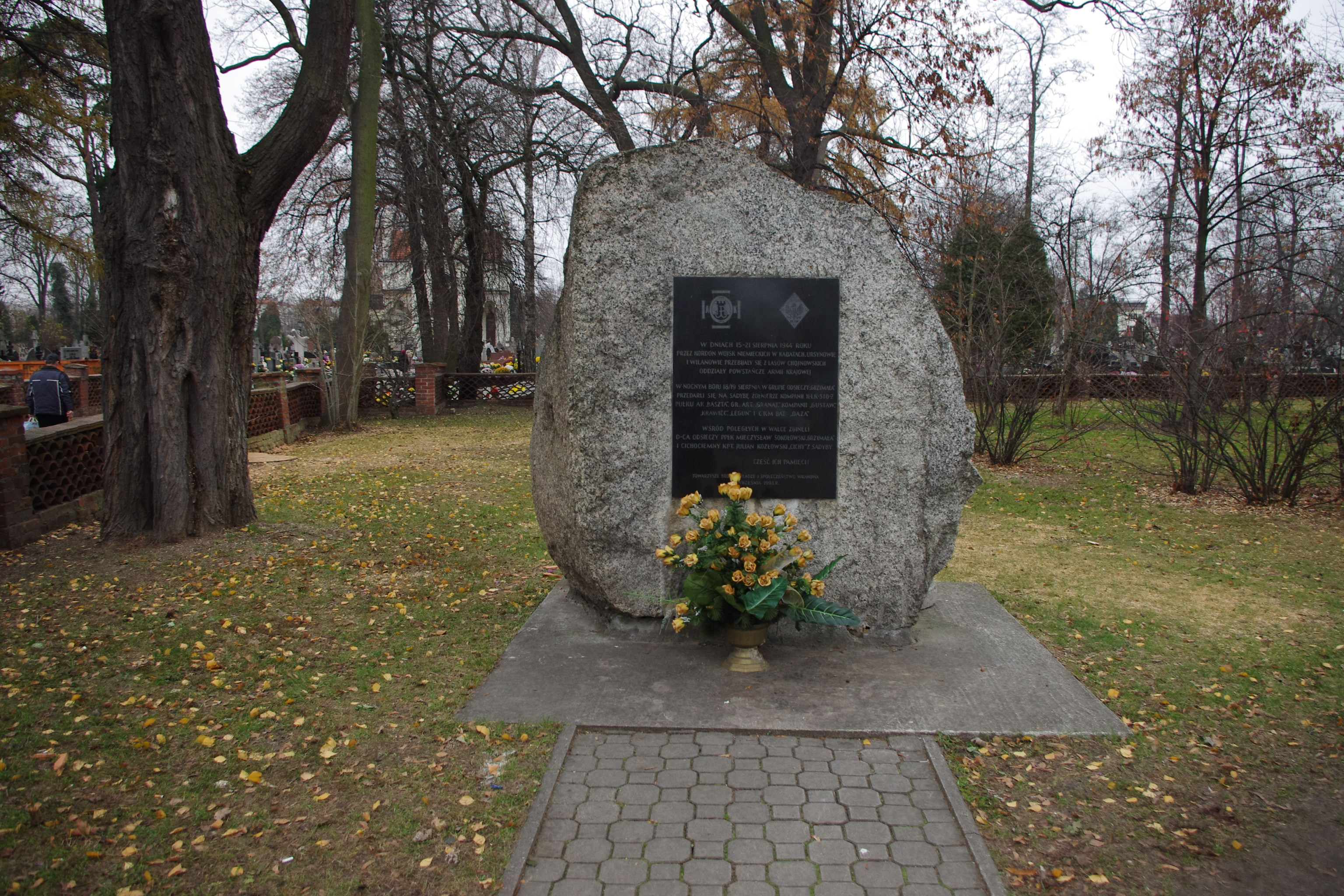
Kamień upamiętniający walki w ramach powstania warszawskiego na Wilanowie, kiedy to w nocy 18/19 sierpnia 1944 roku, w ramach Grupy Odsieczy „Grzymała” przedostali się na Sadybę żołnierze Kompanii K-LK-310-2 Pułku AK Baszta. W walce polegli Mieczysław Sokołowski „Grzymała” i cichociemny kpt. Julian Kozłowski „Cichy”

Julian Jan Kozłowski vel Edward Milewski vel Henryk Bielecki vel Stefan Kowalczyk vel Julian Krupa vel Nowak, vel Januszkiewicz, ps.: Cichy, Wuj, Rybak (ur. 6 stycznia 1898 w Warszawie, zm. 18/19 sierpnia 1944 tamże) – polski nauczyciel, działacz społeczny i sportowy, oficer Polskich Sił Zbrojnych na Zachodzie i Armii Krajowej, uczestnik Powstania Warszawskiego, kapitan piechoty, cichociemny. Znajomość języków: niemiecki, rosyjski, estoński. Zwykły Znak Spadochronowy nr 0968.

## Życiorys
Do 1905 mieszkał z rodzicami w Warszawie, następnie wraz z rodziną zamieszkał w Narwie, potem Weissensteinie, później w Tallinie (Estonia), w związku z wysiedleniem ojca za działalność w ruchu niepodległościowym. Uczył się w domu, później w niemieckiej Szkole Realnej w Tallinie. Od 1914 wraz z ojcem zamieszkał w Piotrogrodzie, uczył się w polskiej Szkole Realnej Macierzy Szkolnej. W 1918 zdał egzamin dojrzałości. 
Od 1915 działacz harcerski, założył drużynę harcerską w Irkucku oraz Nowonikołajewsku (obecnie Nowosybirsk). Współorganizator kursu instruktorskiego, współzałożyciel pisma „Harcerz Polski na Syberii”, wydawanego w Nowonikołajewsku. Członek Naczelnej Komendy Harcerstwa Polskiego na Syberię.
Zgłosił się do I Korpusu dowodzonego przez gen. Dowbor–Muśnickiego, ale wskutek rozpoczęcia walk z bolszewikami nie dotarł w rejon Orszy, do oddziału do którego został przydzielony. Skierowany do Murmańska zawrócił wskutek działań na froncie karelskim, Przez Wołogdę, Ufę, Jekaterynburg i Syberię wyruszył na Daleki Wschód. W rejonie Czyty (Kraj Zabajkalski, Rosja) aresztowany przez bolszewików, oskarżony o wspieranie kontrrewolucji. Osadzony w więzieniu w kopalniach czeremchowskich k. Irkucka. Po przekupieniu strażnika uciekł.
24 czerwca 1918 jako ochotnik wstąpił w Irkucku do 3 Pułku Strzelców Polskich im. Henryka Dąbrowskiego  5 Dywizji Strzelców Polskich, wchodzącej w skład Armii Polskiej gen. Hallera. Uczestnik walk z bolszewikami w rejonie Stawgorodu oraz Barnaułu, m.in. w obsłudze pociągu pancernego „Kraków”. Od 10 stycznia 1920 w niewoli sowieckiej, osadzony w więzieniu w Krasnojarsku, uciekł wraz z dwoma innymi więźniami, ale po pokonaniu 150 km zostali schwytani, ponownie osadzony. Chorował m.in. na tyfus plamisty oraz szkorbut. W styczniu 1921 uciekł z fałszywym paszportem na nazwisko Januszkiewicz. Ponownie schwytany, osadzony w więzieniu w Tomsku. W nadziei na kolejną ucieczkę zgłosił się do pracy w kopalni Aużerka. Uciekł, przeszedł pieszo zimą ok. 700 km wzdłuż linii kolei transsyberyjskiej, cudem przeżył, odratowany przez jednego z kolejarzy. Przez Syberię i Rosję dotarł  3 maja 1921 do Polski. Od 5 maja 1921 w 2 Pułku Piechoty Strzelców Syberyjskich w Kartuzach, od 25 sierpnia 1921 na urlopie, od 1 października 1923 przeniesiony do rezerwy w stopniu plutonowego.
W październiku 1921 podjął studia na Wydziale Budowy Maszyn Politechniki Warszawskiej, przerwał je po roku z powodu trudności finansowych. W latach 1922–1925 nauczyciel oraz kierownik szkoły powszechnej w Świsłoczy (powiat wołkowyski). Od 1925 do 1927 studia w Państwowym Instytucie Wychowania Fizycznego (późniejszy Centralny Instytut Wychowania Fizycznego)  w Warszawie. W 1927 nauczyciel ćwiczeń cielesnych (WF) w Seminarium Nauczycielskim w Białymstoku, w latach 1928–1936 nauczyciel gimnastyki w zakładach naukowych Liceum Krzemienieckiego, następnie Gimnazjum Państwowym im. T. Czackiego oraz w Seminarium Nauczycielskim.
Działacz społeczny i sportowy, wprowadził system doboru młodzieży szkolnej do grup sportowych uwzględniający ich predyspozycje fizyczne, organizował boiska do siatkówki, koszykówki, tenisa, hokeja. Współinicjator Krzemienieckiego Klubu Sportowego oraz Policyjnego Klubu Sportowego. Organizator produkcji nart w starszych klasach szkoły, wycieczek i zawodów narciarskich m.in. dla uczniów i nauczycieli. Przed sezonem 1932/1933 współorganizator budowy dużej skoczni narciarskiej, animator rozwoju ośrodka sportów zimowych w Krzemieńcu: narciarstwa, hokejowego,  łyżwiarskiego i saneczkarskiego. W 1927 kierownik grupy biorącej udział w największej w Polsce imprezie sportowej – ponadtysiąckilometrowym (1023 km) rajdzie narciarskiego Suwałki – Hoverla w Czarnohorze. 27 lutego 1927 wraz z grupą zdobył szczyt.
Animator rozwoju sportów lekkoatletycznych, organizator wycieczek i obozów treningowych dla uczniów, także dorocznych zawodów pomiędzy Liceum Krzemienieckim a Gimnazjum im. Ks. Sułkowskich w Rydzynie. Animator rozwoju sportów wodnych, pływania oraz wędkowania na rzece Ikwie. Współorganizator lotniska szybowcowego w Kulikowie pod Krzemieńcem, organizator dorocznych zawodów motocyklowych.
Od 6 lipca do 29 sierpnia 1931 uczestnik skróconego kursu Szkoły Podchorążych Rezerwy Piechoty w Śremie, po jego ukończeniu awansowany na stopień podporucznika ze starszeństwem od 1 września 1931. Uczestnik ćwiczeń 43 Pułku Piechoty: od 26 czerwca do 29 lipca 1933, od 6 do 31 lipca 1935, od 31 lipca do 25 sierpnia 1937, przydzielony do 43 PP jako dowódca plutonu ckm. Awansowany na stopień porucznika 19 marca 1939.
W kampanii wrześniowej zgłosił się ochotniczo jako łącznik pomiędzy garnizonami Łuck, Dubna i Równe. Po agresji sowieckiej na Polskę przez Złoczów, Stanisławów i Nadwórną dotarł na Węgry. Od 23 września  internowany w obozie oficerskim Balatonelle, od 5 stycznia 1940 w obozie w Magyarovar (Węgry). Uciekł 25 kwietnia 1940, przez Jugosławię statkiem „Patris” dotarł 12 maja 1940 do Francji. W Carpiagne wstąpił do Polskich Sił Zbrojnych, przydzielony do ośrodka szkoleniowego oficerów w Pléneuf-Val-André.
Po upadku Francji ewakuowany z Brestu, 19 czerwca 1940 dotarł do Plymouth (Wielka Brytania), wstąpił do Polskich Sił Zbrojnych pod dowództwem brytyjskim.  Początkowo w obozie Crawford, później w Douglas, następnie w Broughton. Od listopada w dywizjonie przeciwpancernym 10 Brygady Kawalerii Pancernej, następnie w obsłudze karabinów maszynowych pociągu pancernego „C” w Ipswich. Od sierpnia 1941 przydzielony do 4 Brygady Kadrowej Strzelców (późniejszej1 Samodzielnej Brygadzie Spadochronowej).
Zgłosił się do służby w kraju. Przeszkolony ze specjalnością w dywersji na kursach specjalnych dla kandydatów na cichociemnych, m.in.: dywersyjno-strzeleckim (STS 25, Inverlochy), prowadzenia pojazdów (samochody osobowe, ciężarowe, motocykle), spadochronowym i in. Zaprzysiężony na rotę ZWZ/AK 7 kwietnia 1942 w Londynie, awansowany na stopień kapitana ze starszeństwem od 3 września 1942.
Skoczył ze spadochronem do okupowanej Polski w nocy 3/4 września 1942 w sezonie operacyjnym „Intonacja”, w operacji lotniczej „Measles”, którą dowodził kpt. naw. Mariusz Wodzicki, na placówkę odbiorczą „Żaba” w okolicach miejscowości Stachlew, 12 km od Łowicza. Razem z nim skoczyli: ppor. Jan Grycz „Dziadzio”, por. Wincenty Michalczewski „Mir”, por. Kazimierz Smolski „Sosna”, kpt. Wacław Zaorski „Ryba” i mjr Wiktor Zarembiński „Zrąb”.
Po skoku aklimatyzacja do realiów okupacyjnych, następnie przydzielony do Wydziału Legalizacji (Centralne Biuro Legalizacji)  „Park”, „Leta”, „Izba” Oddziału I Organizacyjnego Komendy Głównej Armii Krajowej. Od grudnia 1942 szef tego Wydział. Od czerwca 1943 w Delegaturze Rządu na Kraj jako zastępca Delegata Rządu na Wołyń (Kazimierza Banacha), od sierpnia 1943 jako Delegat Rządu. Ponadto pełnił funkcję Wojewódzkiego Komendanta Państwowego Korpusu Bezpieczeństwa w okręgu Wołyń. Na początku marca 1944 aresztowany przez Niemców. Uciekł, powrócił do Warszawy.

W Powstaniu Warszawskim w dyspozycji dowódcy V Rejonu Obwodu Mokotów AK, przydzielony do batalionu „Oaza”, następnie oficer Pułku „Waligóra”. Poległ w nocy 18/19 sierpnia 1944 podczas ataku jako dowódca plutonu na Pałac w Wilanowie. Poległ wraz z 7 innymi żołnierzami trafiony serią z ciężkiego karabinu maszynowego, w bramie wjazdowej na teren pałacu. Pochowany w zbiorowej mogile obok kościoła w Wilanowie, po ekshumacji w marcu 1945 pochowany w Warszawie.

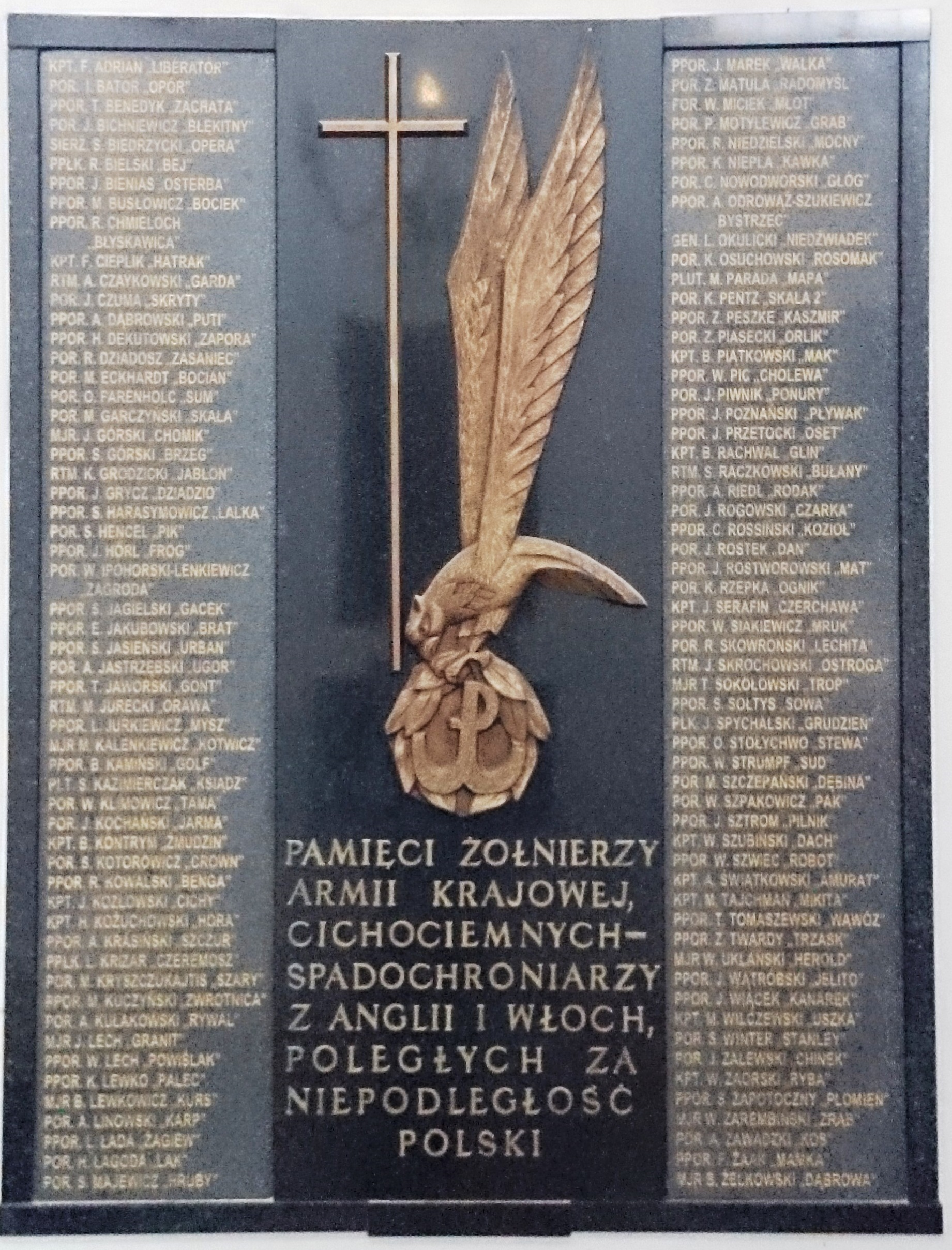
Tablica w kościele św. Jacka w Warszawie, upamiętniająca poległych cichociemnych, w tym Juliana Kozłowskiego

## Ordery i odznaczenia
- Krzyż Srebrny Orderu Virtuti Militari
- Order Krzyża Grunwaldu III klasy (pośmiertnie)
- Srebrny Krzyż Zasługi (10 listopada 1933)[5]
- Brązowy Medal za Długoletnią Służbę

## Życie rodzinne
Był synem Adolfa, sędziego, i Ludwiki z domu Bobińskiej. W 1922 zawarł związek małżeński z Felicją Król (1891–1975). Mieli córkę Jadwigę (1923–1989) oraz dwójkę starszego rodzeństwa: siostrę Kazimierę (ur. 1894) i brata Witolda (ur. 1896).

## Upamiętnienie
W lewej nawie kościoła św. Jacka przy ul. Freta w Warszawie odsłonięto w 1980 roku tablicę Pamięci żołnierzy Armii Krajowej, cichociemnych – spadochroniarzy z Anglii i Włoch, poległych za niepodległość Polski. Wśród wymienionych 110 poległych cichociemnych jest Julian Kozłowski.

Atak na Pałac w Wilanowie jest upamiętniony w postaci wielkiego głazu stojącego przy Cmentarzu Wilanowskim. Na głazie umieszczono tablicę z napisem: 

W dniach 15–21 sierpnia 1944 roku przez kordon wojsk niemieckich w Kabatach, Ursynowie i Wilanowie przebijały się z Lasów Chojnowskich oddziały powstańcze Armii Krajowej. W nocnym boju 18/19 sierpnia w grupie odsieczy „Grzymała” przedarli się na Sadybę żołnierze kompanii K-1, K-310-2 pułku AK „Baszta” gr. art. „Granat” kompanii „Gustaw”, „Krawiec”, „Legun” i ckm bat. „Oaza”. Wśród poległych w walce zginęli d-ca odsieczy ppłk Mieczysław Sokołowski „Grzymała” i cichociemny kpt. Julian Kozłowski „Cichy” z Sadyby. Cześć Ich Pamięci! Towarzysze broni – władze i społeczeństwo Wilanowa 27 września 1998 r

.